# كريستين ريد
كريستين ريد (بالإنجليزية: Christine Reid)‏ هي صانعة أفلام وثائقية أمريكية، ولدت في 8 مايو 1906 في بيلمونت في الولايات المتحدة، وتوفيت في 4 مايو 1990 في بوزاردز باي في الولايات المتحدة.